# Formosia flavipennis
Formosia flavipennis är en tvåvingeart som först beskrevs av Macquart 1848.  Formosia flavipennis ingår i släktet Formosia och familjen parasitflugor. Inga underarter finns listade i Catalogue of Life.